# Jack Diamond (cầu thủ bóng đá, sinh 2000)
Jack Diamond (sinh ngày 12 tháng 1 năm 2000) là một cầu thủ bóng đá người Anh thi đấu cho Sunderland, ở vị trí tiền đạo.

## Sự nghiệp
Diamond bắt đầu sự nghiệp với Sunderland. Anh có màn ra mắt vào ngày 9 tháng 10 năm 2018, tại EFL Trophy, cùng vớiLee Connelly.